# Советский район (Минск)
Советский район (бел. Савецкі раён) — один из девяти административных районов Минска.
Площадь района — 20,32 км², численность населения — 159 229 человек (2022).

## История
Советский район образован в 1938 году как Ворошиловский, в современных границах с 1977 года.
В 1930-е годы началось формирование Комаровской площади (ныне Якуба Коласа). Подверглись реконструкции так называемые Комаровские вилы (слияние бывших Логойского и Борисовского трактов) и началось возведение Института физкультуры. В 1939 году его здание уже вошло в строй.
Минск постепенно разрастался. Учитывая значительный рост населения столицы (218 тысяч человек) Президиум ЦИК БССР 17 марта 1938 года принял Постановление об образовании в столице республики трёх городских районов: Сталинского, Когановичского и Ворошиловского (с 2 ноября 1961 года — Советского района). В связи с расширением города Советский район делился два раза. Именно из его состава образовался сначала Первомайский, а затем и Центральный районы города Минска (1969 год).
Советский район в современных границах находится с 1977 года. Расположен в северной части города между улицами Лили Карастояновой, Кропоткина, проспектом Машерова, Козлова, Платонова, проспектом Независимости, улицами Сурганова, Якуба Коласа, Логойским трактом.
С 1970-х годов на территории района строятся здания повышенной этажности. По улице Сурганова, бульвару Луначарского (ныне бульвар Мулявина) построены дома по индивидуальным проектам. Возводятся жилые дома с разнообразными конфигурациями планов (криволинейных, с изломом) в сочетании с малоэтажными общественными сооружениями — школами, дошкольными учреждениями, торгово-общественными центрами.

## Население
Территория района — 2,032 тыс. га, численность населения на 1 января 2022 года составляет 159 229 человек (8 % от общего населения Минска). Плотность населения — 7 836 чел./км² (в 1,4 раза больше, чем средняя по Минску).
| Численность населения (по годам) | Численность населения (по годам) | Численность населения (по годам) | Численность населения (по годам) | Численность населения (по годам) | Численность населения (по годам) | Численность населения (по годам) | Численность населения (по годам) | Численность населения (по годам) | Численность населения (по годам) |
| 1996                             | 2000                             | 2001                             | 2002                             | 2003                             | 2004                             | 2005                             | 2006                             | 2007                             | 2008                             |
| -------------------------------- | -------------------------------- | -------------------------------- | -------------------------------- | -------------------------------- | -------------------------------- | -------------------------------- | -------------------------------- | -------------------------------- | -------------------------------- |
| 156 800                          | ▲160 128                         | ▼158 932                         | ▲159 059                         | ▲160 350                         | ▲162 084                         | ▲163 908                         | ▲164 554                         | ▲165 751                         | ▲166 539                         |
| 2009                             | 2010                             | 2011                             | 2012                             | 2013                             | 2014                             | 2015                             | 2016                             | 2017                             | 2018                             |
| ▼161 506                         | ▲162 444                         | ▼161 339                         | ▲162 253                         | ▼162 211                         | ▼162 113                         | ▼161 572                         | ▲162 750                         | ▲163 617                         | ▲163 725                         |
| 2019                             | 2020                             | 2021                             | 2022                             |                                  |                                  |                                  |                                  |                                  |                                  |
| ▲163 804                         | ▼162 878                         | ▼161 534                         | ▼159 229                         |                                  |                                  |                                  |                                  |                                  |                                  |

### Национальный состав
| Национальный состав (переписи 2009, 2019 гг.) | Национальный состав (переписи 2009, 2019 гг.) | Национальный состав (переписи 2009, 2019 гг.) | Национальный состав (переписи 2009, 2019 гг.) | Национальный состав (переписи 2009, 2019 гг.) | Национальный состав (переписи 2009, 2019 гг.) | Национальный состав (переписи 2009, 2019 гг.) | Национальный состав (переписи 2009, 2019 гг.) | Национальный состав (переписи 2009, 2019 гг.) | Национальный состав (переписи 2009, 2019 гг.) | Национальный состав (переписи 2009, 2019 гг.) | Национальный состав (переписи 2009, 2019 гг.) |
| Год                                           | Всего                                         | белорусы                                      | белорусы                                      | русские                                       | русские                                       | поляки                                        | поляки                                        | украинцы                                      | украинцы                                      | евреи                                         | евреи                                         |
| --------------------------------------------- | --------------------------------------------- | --------------------------------------------- | --------------------------------------------- | --------------------------------------------- | --------------------------------------------- | --------------------------------------------- | --------------------------------------------- | --------------------------------------------- | --------------------------------------------- | --------------------------------------------- | --------------------------------------------- |
| 2009                                          | 162 315                                       | 121 103                                       | 74,61 %                                       | 21 165                                        | 13,04 %                                       | 1 103                                         | 0,68 %                                        | 2 845                                         | 1,75 %                                        | 840                                           | 0,52 %                                        |
| 2019                                          | 162 762                                       | 137 388                                       | 84,41 %                                       | 15 129                                        | 9,30 %                                        | 1 479                                         | 0,91 %                                        | 3 058                                         | 1,88 %                                        | 753                                           | 0,46 %                                        |

## География
Расположен в северной части города между улицами Карастояновой, Кропоткина, проспектом Машерова, улицами Козлова, Платонова, проспектом Независимости, улицами Сурганова, Я. Коласа. Основные магистрали: проспект Независимости, улицы Богдановича, В. Хоружей, Я. Коласа, Сурганова. Площадь около 1,3 тыс. га, в том числе около 500 га зелёных насаждений.
На территории района расположено 13 промышленных предприятий, в том числе производственные объединения им. В. И. Ленина, вычислительной техники, полиграфическое, трикотажное, заводы «Ударник» и «Промсвязь»; 19 строительных организаций, в том числе наиболее крупные — стройтресты № 7, № 35, «Спецсельстрой», спецтрест «Белпромналадка», объединение «Западтрансгаз»; проектные организации и НИИ; Центральная научная библиотека им. Я.Коласа НАН Беларуси, Научная библиотека Белорусского национального технического университета.

## Достопримечательности
На территории района установлены памятники Якубу Коласу, Герою Советского Союза Б. С. Окрестину (1977), студентам и преподавателям БПИ (сейчас — Белорусский национальный технический университет, погибшим во время Великой Отечественной войны (1967, создан студентами института); сохранились памятники архитектуры.

## Транспорт
Через район проходит Московская линия Минского метрополитена со станциями «Площадь Якуба Коласа» и «Академия Наук». В будущем через район пройдут станции Зеленолужской (третьей) линии: «Ивана Мележа», «Зелёный луг», «Парк Дружбы народов» и «Комаровская». Станции будут открыты к 2030-м годам.